# Afghanistan aux Jeux paralympiques
L'Afghanistan a participé pour la première fois aux Jeux paralympiques aux Jeux paralympiques d'été de 1996 à Atlanta et n'a remporté aucune médaille. Il n'a jamais participé aux Jeux paralympiques d'hiver. Il a été interdit de Jeux paralympiques en 2000.

## Les athlètes participants
- Gul Afzal 1996 cyclisme
- Zabet khan 1996 cyclisme
- Mareena Karim 2004 athlétisme
- Mohammed Fahmi 2008 Haltérophilie